# 콰디족

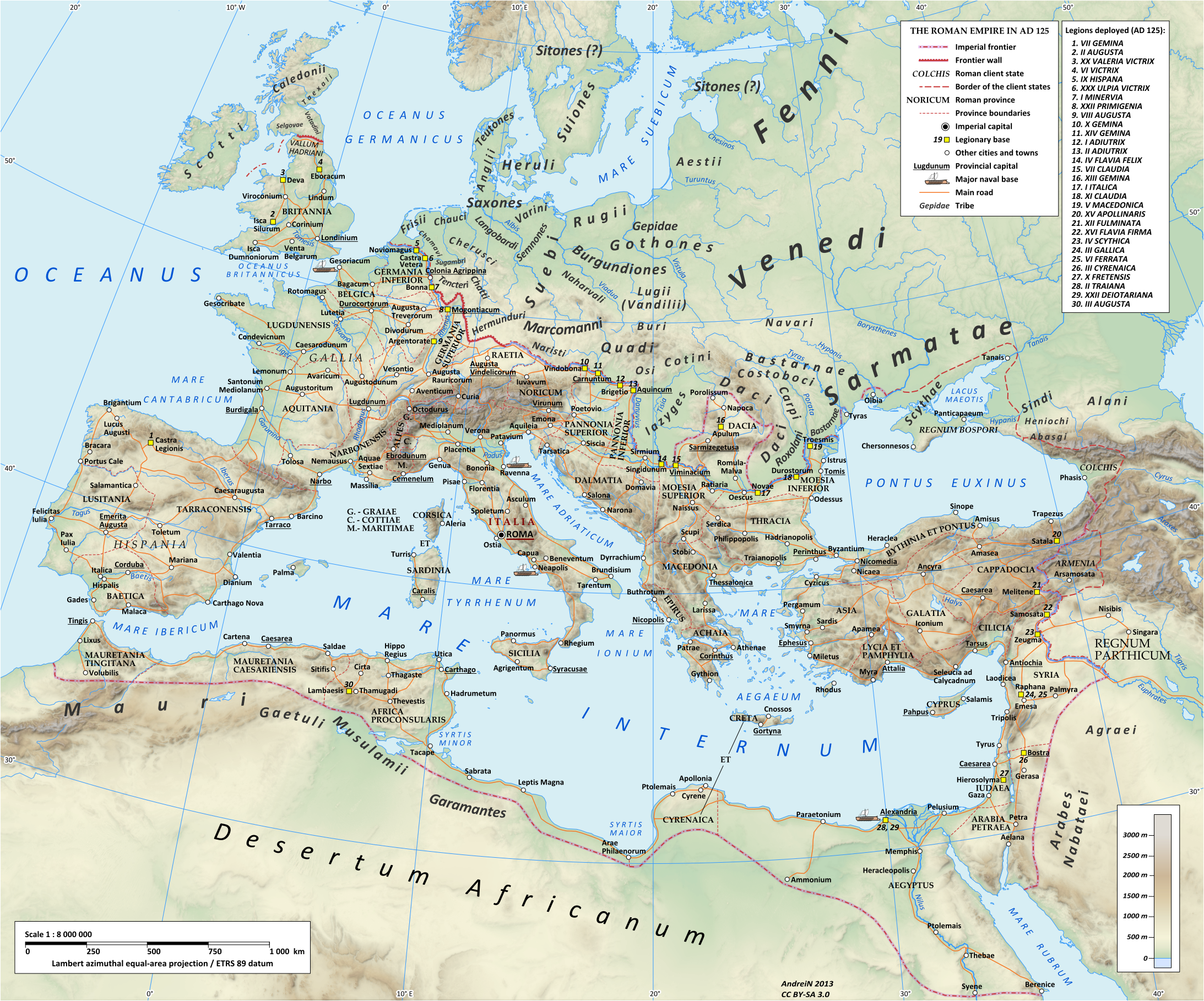
카르파티아산맥 북쪽에 있는 콰디족의 위치를 나타내는 하드리아누스 (재위 117-38년) 시기 로마 제국 지도.

콰디족(Quadi)은 초기 게르만계 민족으로, 로마 제국 시대 때 대략적으로 오늘날 모라비아 지역에 거주했다. 로마인들이 콰디족이라 부르던 게르만계 부족에 관한 정보는 콰디족의 바로 남쪽에 있는 도나우강을 국경으로 두었던 로마인들의 기록에서만 전해진 것들이다. 로마인들은 콰디족을 마르코만니족과 연관지어, 이 두 집단이 켈트계 보이족이 버리고 떠난 지역으로 들어갔다고 저술했다. 콰디족은 406년의 라인강 도하 사건 때 반달족, 알란족과 함께 라인강을 건너, 이베리아반도 북서쪽에 왕국을 세운 수에비 집단에서 중요한 역할이었다고 여겨진다.

## 기원전 1세기 및 서기 1세기
로마의 문헌에 따르면, 기원전 1세기에 '변경 지역 사람들'이라는 뜻의 마르코만니족 다수가 오늘날 보헤미아이거나 혹은 그 근처라고 여겨지며, 바이오하이뭄(Baiohaemum)이라 알려진 헤르키니아 숲의 구릉지대로 이주했다고 한다. 콰디족도 그곳에 살았으며, 마르코만니족과 마찬가지로 다른 수에비계 게르만족도 그곳에 살았다고 한다.
콰디족은 켈트 문화권이던 곳을 자신들의 문화권으로 대체한 현재의 모라비아, 슬로바키아 서부, 니더외스터라이히에 거주했으며, 기원전 6-8년에
처음으로 로마인들에게 관찰되었고, 타키투스의 게르마니아에 일부 기록되었다. 이들은 장차 로마 황제에 오른 티베리우스와 서기 6년에 싸웠던 마르코만니족 연합군 중 하나였다.
스트라본의 지리학(7.1.3)에는 콰디족에 대한 이른 시기의 언급으로 보이는 대목이 있다. 보통 본문에서 생략되는 삽입 표현에서 그는 라틴어로 콜두이 (Coldui)라 음역되는, 콜두오이 (Koldouoi)라는 수에비족 분파에 대해 언급한다. 그들의 영역 일부는 마로보두스의 영토인 보헤미아였다.
타키투스의 게르마니아는 호전적인 것이 유사하고, '마로보두스와 투드루스의 고귀한 가계에서 전해진', 고귀한 혈통의 ‘왕들’의 지배를 받았다는 것이 유사하다며 콰디족을 곧장 마르코만니족이라 언급하였다(마로보두스는 보통 마르코만니족과 이들의 동맹 부족들을 다스렸으며, 따라서 '투르두스계'는 분명히 콰디족들의 왕들이었을 것이다.). 두 부족의 왕가는 유사하게, 타키투스가 전한 바에 의하면 로마의 은화의 지원을 받았다.
타키투스는 아날레스에서 서기 19년 무렵 마로보두스가 망명 중이던 카투알다에게 폐위당했다고 기록하였다. 이번엔 카투알다가 헤르문두리족 비빌리우스에게 폐위당하였고, 그 후에 왕국은 콰디족 출신 반니우스의 지배를 받는다. 반니우스는 자신의 조카들인 반기오와 시도의 협력을 받은 비빌리우스에게 역시 폐위당했고, 반기오와 시도는 로마의 종속국 왕으로서 숙부의 왕국을 분할하여 다스렸다.
그 후로 350년 혹은 그 이상 기간 동안 콰디족의 이웃한 이들에는 서쪽에는 마르코만니족, 북쪽에는 부리족, 동쪽에는 사르마티아계 이아지게스족 및 후반기에 도착한 아스딩기족계 반달족, 남쪽에는 도나우강 너머에 로마 제국이 있었다. 타키투스는 다음과 같이 기록했다:
| “ | 그들 (콰디족과 마르코만니족) 너머에 있는 마르시그니족, 고티니족, 오시족, 부리족 등은 마르코만니족과 콰디족의 후방 가까운 곳에 있다. 이들 마르시그니족과 부리족은 언어와 생활 방식 면에서, 수에비족과 유사하다. 고티니족과 오시족은 이들의 각각 갈리아어와 판노니아어가 확인되었을 뿐만 아니라 공물을 견뎌낸다는 사실을 통해 자신들이 게르만족이 아닌 것이 증명되었다. 공물은 외부인들인 부분적으로는 사르마태, 콰디족들이 이들에게 부과한 것이다. 자신들의 대한 수모를 완성하기 위하여 고티니족은 철광산에서 활동한다. 이 모든 민족들은 평야 지대에 거의 거주하지 않고, 숲과 산악 지대에 거주한다. | ” |

## 2세기
2세기 말에 마르쿠스 아우렐리우스는 마르코만니 전쟁에서 콰디족들과 교전하였으며, 이때 관한 사료들은 현재는 사라진 디오 카시우스의 역사서들의 축약 형태이다. 이 분쟁은 랑고바르드족(롬바르드족)과 오비족 (Obii, 이들에 대해 다른 사항들은 알려진 것은 없으며 이들이 우비족일 가능성도 있다)이 다뉴브강을 건너 로마의 모이시아 속주로 넘어간 166년 말에 일어났다. 이들은 지나가야만 하는 지역이 콰디족의 영토였기에 콰디족의 승인을 얻어 이 행동을 했음이 틀림없었다. 콰디족은 이들 부족들이 로마 영토로 넘어 가게끔 해주면서 이들과 문제를 피하려고 했을 것이다. 랑고바르드족과 오비족의 침입은 로마가 우려할 만큼의 큰 어려움 없이 콰디족의 영토로 분명하게 밀려나갔지만, 이 침입은 국경을 넘으려는 지속적인 일련의 시도들에 대한 시작을 나타냈다.
몇 년 후에, 마르코만니족과 콰디족은 다뉴브강을 건넜던 다른 부족들의 도움을 받아, 로마군을 제압하였고, 아드리아해 앞에 있는 평원 지대를 통과하여, 이탈리아 북부에 있는 아퀼레이아를 포위하였다. 처음에 로마가 패했지만, 결국엔 마르코만니족이 171년에 패배했고, 마르쿠스 아우렐리우스는 가까스로 콰디족을 포함한 다뉴브강을 따라 있는 부족들 일부와 강화 조약을 맺었다. 그러나 172년에 그는 마르코만니족의 영토에 대대적인 공격에 착수하였고, 그 다음엔 마르코만니족 피난민들을 도왔던 콰디족으로 목표를 바꾸었다. 그 해에 대격전 때, 그의 병력은 갑작스러운 폭풍으로 콰디족에게 승리를 거두기 전까지 이들에게 거의 전멸당할 뻔했다. 콰디족은 174년에 직접적인 위협으로서 완전히 와해되었다. 마르쿠스 아우렐리우스의 다뉴브강을 도하하여 반격하려던 계획은 제국 내 반란으로 중단되었다.
마르쿠스 아우렐리우스가 성공적으로 반란을 진압했으나, 178년이 되어서야 그는 콰디족을 다뉴브강 너머 보헤미아로 추적할 수 있었다. 그는 레가투스이자 프로쿠라토르인 마르쿠스 발레리우스 막시미아누스의 지휘로, 179년 라우가리키오에서 콰디족을 상대로 성공적이고 결정적인 전투를 치렀다. 그는 카르파티아산맥 및 보헤미아 쪽으로 로마의 국경을 북쪽과 동쪽으로 전진시킬 계획을 세우던 중에 병에 걸리고 180년에 사망했다.

## 3세기와 4세기
사료들이 3세기 동안에 드물고 질이 떨어지게 되기는 했지만, 마르쿠스 아우렐리우스 시기 전쟁들은 콰디족들이 수 세대 동안 조용히 있으며 성공적이었던 것으로 보였다. 4세기에 발렌티니아누스 1세는 그의 재위 대부분 시간을 사르마티아인과 고트인들이 섞인 무리, 가비니우스 왕 휘하의 콰디족 등에 맞서 다뉴브 국경을 지키는 데 보냈는데, 콰디족의 왕이 갈리아의 프라이펙투스인 막시미누스의 아들 마르켈리누스에게 강화 협상 중에 살해당했기 때문이었다. 발렌티니아누스는 강화를 논하러 온 콰디족의 대표를 맞이하고 난 후 375년에 사망했다. 거만한 그 야만인의 무례한 행동이 황제를 몹시 분노케 하여 그는 뇌졸중으로 사망하였다

## 4세기 이후
대략 400년 이후, 콰디족 같은 수에비족들의 옛 화장 무덤들이 고고학 기록에서 사라졌고, 뚜렷한 부족들의 명칭도 문헌에서 없어졌다. 이들과 다른 수에비 집단들은 몇몇 새로운 집단으로 분명하게 모습을 재단장하였다. 같은 시기에 판노니아 지역은 라다가이수스의 고트족 군대에 영향을 받았으며 또한 알라리크 1세의 병력에도 영향을 받았을 수 있다.
헤르비히 볼프람 같은 역사가에 따르면:
마르코만니족과 콰디족은 도나우강을 건너고 자신들의 특별한 이름을 포기했다, 실제로 이 두 이주 민족들이자 판노니아에 잔류한 집단은 다시 수에비족이 되었다. 판노니아 수에비족은 훈족의 가신이 되었다. 네다오 전투 이후, 이들은 자신들만의 왕국을 세웠고, 이 왕국이 무너지자, 이들은 고트족 통치하 다뉴브강 남쪽에 연속해서 헤룰리인과 랑고바르드인들의 지배하에 놓였고, 마침내는 랑고바르드인들의 지배하에 다시 놓였다.
수에비족으로 여겨지는 한 집단이 모두 콰디족과 이웃한 이들이었던 하스딩기 및 실링기 반달족, 알란족과 함께 406년에 라인강을 건넜고, 이 수에비 집단은 상당한 콰디족을 포함했다고 여겨진다. 히에로니무스는 분명하게 이 무리들에 콰디족의 이름을 올렸다. 때때로 그의 목록은 필수적으로 정확하지 않고, 의도적으로 고전 및 문학적으로 보이게 하였지만, 그런 반면 콰디족은 다른 판노니아 집단들과 나란히 목록의 시작 지점에 나타났으며, 그는 로마 제국 내 판노니아 시민들이 이동하는 사람들에 있었다라는 걸 말하려 했다.
메로빙거 시대에 새로운 수에비족 집단이 콰디족의 본거지 근처에서 형성되었으며, 이들은 보헤미아에 대한 원형적 연관성을 나타내는 이름을 지닌 바이에른인들이었다. 비록 모라비아와 슬로바키아에선 결국엔 슬라브어로 대체되었지만, 독일어에서 상부독일어 방언은 로마 제국의 옛 다뉴브 국경선을 따라 오늘날에서 발견되며, 아마 콰디족 같은 남부 수에비족들에서 전해진 것일 거다. 고대 시대 말에 알레마니족들이 살았던 서부 지역은 알레만어의 거점 지역이다. 바이에른과 오스트리아의 방언은 콰디족의 본거지와 지리적으로 가까웠던 바이에른인 집단과 언어적으로 관련이 있다.

## 같이 보기
- 게르만족 대이동
- 포르투갈의 역사
- 갈라이키아
- 스페인의 역사